# Dädesjö
Dädesjö är en småort och kyrkby i Dädesjö socken belägen cirka 25 km nordost om Växjö. 

## Samhället
I orten ligger Dädesjö nya kyrka samt Dädesjö gamla kyrka från 1200-talet med unika tak- och väggmålningar. 
Strax intill kyrkan ligger hembygdsgården, en stor mangårdsbyggnad (gamla prästgården) från 1700-talet. I slutet på detta århundrade tillbyggdes huset med virke från Eke rivna kyrka. Mangårdsbyggnaden har en mycket vacker öppen veranda och inne i huset ett "prästgårdskök". Byggnaden är sedan 1964 byggnadsminne och vårdas tillsammans med övriga byggnader av en  hembygdsförening, bildad 1926.

## Personer från orten
Författaren Helmer Furuholm, konstnären Karl Aspelin och ishockeyspelaren Fredrik Olausson är födda i Dädesjö.